# Broussard
Broussard – miasto w Stanach Zjednoczonych, w stanie Luizjana, w parafii Lafayette.

## Współpraca
Miejscowość partnerska:
- Rochefort, Belgia